# Кретьєн Віделі
Кретьєн Віделі (фр. Chrétien André Waydelich; 28 жовтня 1841, Страсбург — ?) — французький гравець у крокет, чемпіон та бронзовий призер літніх Олімпійських ігор 1900 року. 
На Іграх Віделі брав участь у змаганнях в одиночному розряді по два м'ячі. У першому раунді йому присудили легку перемогу над співвітчизницею Філо Бро. У другому, він тричі вигравав у своїх співвітчизників Блашера, Віньєро та Сотеро, посівши перше місце. 
Крім того, він змагався в одиночному розряді по одному м'ячу. Спочатку він виграв перший раунд з рахунком 11 очок. Потім, він зайняв третє місце у другому, набравши 20 очок, і таким чином зміг отримати бронзову медаль.